# Beyond Magnetic
Beyond Magnetic – drugi minialbum amerykańskiego zespołu muzycznego Metallica, który został udostępniony przez niego w wersji elektronicznej 13 grudnia 2011 za pośrednictwem własnej wytwórni Blackened Recordings, zaś 30 stycznia 2012 oficjalnie wydany przez wytwórnie Vertigo i Warner Bros..

## Historia albumu
Minialbum zawiera cztery wcześniej niewydane utwory, które zostały nagrane podczas sesji do albumu studyjnego grupy Metallica – Death Magnetic, a które ostatecznie nie znalazły się na samym krążku. Utwory miały swoje premiery podczas czterech koncertów z okazji 30. lecia Metalliki w Fillmore. Początkowo dostęp do studyjnych wersji posiadali wyłącznie członkowie MetClubu, którzy za pośrednictwem e-maili otrzymali kody do pobrania ich ze strony zespołu. 13 grudnia 2011 Metallica udostępniła minialbum dla wszystkich za pośrednictwem sklepu iTunes Store. Na początku 2012 oficjalna strona zespołu poinformowała, że minialbum ukaże się także w wersji na CD i będzie miał swoją premierę 30 stycznia 2012.
Utwór „Just a Bullet Away” (pierwotnie nagrany pod tytułem „Shine”) został napisany w hołdzie dla zmarłego wokalisty Alice in Chains, Layne’a Staleya.

## Lista utworów
Kompozytorami wszystkich utworów są James Hetfield, Lars Ulrich, Kirk Hammett i Robert Trujillo.
| Nr | Tytuł utworu         | Długość |
| -- | -------------------- | ------- |
| 1. | „Hate Train”         | 6:59    |
| 2. | „Just a Bullet Away” | 7:11    |
| 3. | „Hell and Back”      | 6:57    |
| 4. | „Rebel of Babylon”   | 8:01    |
|    |                      | 29:08   |

## Twórcy
| Zespół Metallica w składzie - James Hetfield – wokal, gitara rytmiczna; gitara prowadząca („Just a Bullet Away)” - Lars Ulrich – perkusja - Kirk Hammett – gitara prowadząca; gitara rytmiczna („Just a Bullet Away”) - Robert Trujillo – gitara basowa | Dodatkowy personel - Rick Rubin – producent - Greg Fidelman – miksowanie - Mike Gillies – miksowanie - Sara Lyn Killion – współpraca - Joshua Smith – współpraca - Adam Fuller – współpraca - Lindsay Chase – koordynacja produkcji albumu - Kent Matcke – koordynacja produkcji albumu w HQ - Vlado Meller – mastering - Q-Prime – zarządzanie |